# Cantonul Saint-Céré
Cantonul Saint-Céré este un canton din arondismentul Figeac, departamentul Lot, regiunea Midi-Pyrénées, Franța.

## Comune
| Comune                  | Populație (1999) | Cod poștal | Cod INSEE |
| ----------------------- | ---------------- | ---------- | --------- |
| Autoire                 | 312              | 46400      | 46011     |
| Bannes                  | 166              | 46400      | 46017     |
| Frayssinhes             | 190              | 46400      | 46115     |
| Latouille-Lentillac     | 215              | 46400      | 46159     |
| Loubressac              | 432              | 46130      | 46177     |
| Mayrinhac-Lentour       | 439              | 46500      | 46189     |
| Saignes                 | 52               | 46500      | 46246     |
| Saint-Céré              | 3.515            | 46400      | 46251     |
| Saint-Jean-Lespinasse   | 372              | 46400      | 46271     |
| Saint-Laurent-les-Tours | 900              | 46400      | 46273     |
| Saint-Médard-de-Presque | 201              | 46400      | 46281     |
| Saint-Paul-de-Vern      | 183              | 46400      | 46286     |
| Saint-Vincent-du-Pendit | 187              | 46400      | 46295     |
| Saint-Jean-Lagineste    | 249              | 46400      | 46339     |